# Tijs Creemers
Tijs Creemers (* 14. Mai 1980) ist ein niederländischer Badmintonspieler. 

## Karriere
Tijs Creemers wurde 1998 und 1999 nationaler Juniorenmeister in den Niederlanden. 2002 siegte er bei den Erwachsenen. 2001 nahm er an den Badminton-Weltmeisterschaften teil. Im gleichen Jahr belegte er auch Rang zwei bei den Dutch International.

## Sportliche Erfolge
| Saison | Veranstaltung                                   | Disziplin    | Platz | Name                             |
| ------ | ----------------------------------------------- | ------------ | ----- | -------------------------------- |
| 1998   | Niederlande: Einzelmeisterschaften der Junioren | Herrendoppel | 1     | Robert Frenk / Tijs Creemers     |
| 1999   | Niederlande: Einzelmeisterschaften der Junioren | Mixed        | 1     | Tijs Creemers / Joyce Cornelisse |
| 1999   | Niederlande: Einzelmeisterschaften der Junioren | Herrendoppel | 1     | Robert Frenk / Tijs Creemers     |
| 2000   | Dutch International                             | Mixed        | 2     | Tijs Creemers / Betty Krab       |
| 2001   | Dutch International                             | Mixed        | 2     | Tijs Creemers / Betty Krab       |
| 2002   | Niederlande: Einzelmeisterschaften              | Herrendoppel | 1     | Tijs Creemers / Quinten van Dalm |